# Alexander Hall
Alexander Hall (Boston, 11 gennaio 1894 – San Francisco, 30 luglio 1968) è stato un regista, montatore e attore statunitense.

## Biografia
Fece il suo debutto in teatro a soli quattro anni nel 1898 ed entrò nel mondo del cinema come attore nel 1914. Lasciò lo spettacolo per andare a combattere nella prima guerra mondiale e, al ritorno, riprese la carriera artistica come montatore e assistente regista.
Aveva debuttato dietro alla macchina da presa all'epca del muto, nel 1916 con un cortometraggio prodotto da Robert Broadwell, A Cry at Midnight. Una delle sue prime opere importanti fu, negli anni trenta, Goin' to Town (1935) con Mae West, un musical di ambientazione western. Del 1939 è la commedia Una ragazza allarmante con Joan Blondell dove Hall quasi gioca a ribaltare la fiaba di Cenerentola (la protagonista sposa il povero professore e non il ricco studente). Del 1941 è il suo lavoro forse più famoso, L'inafferrabile signor Jordan con Robert Montgomery, storia di un angelo distratto che preleva un'anima prima del tempo (remake del film fu Il paradiso può attendere).
Si ritirò dalle scene dopo il film Il suo angelo custode (1956).

## Filmografia

### Regista (parziale)
- A Cry at Midnight (1916)
- A Game of Craft (1922)
- The Last Call (1922)
- The Spirit of Evil (1922)
- Unseen Foes (1922)
- Torch Singer co-regia George Somnes (1933)
- The Girl in 419 co-regia George Somnes (1933)
- Limehouse Blues (1934)
- Goin' to Town (1935)
- Exclusive (1937)
- C'è sotto una donna (There's Always a Woman) (1938)
- Manette e fiori d'arancio (The Amazing Mr. Williams) (1939)
- Pericolo biondo (There's That Woman Again) (1939)
- Una ragazza allarmante (Good Girls Go to Paris) (1939)
- Notte bianca (The Doctor Takes a Wife) (1940)
- Ha da venì!... (He Stayed for Breakfast) (1940)
- L'inafferrabile signor Jordan (Here Comes Mr. Jordan) (1941)
- Mia sorella Evelina (My Sister Eileen) (1942)
- Tutti baciarono la sposa (They All Kissed the Bride) (1942)
- Crepi l'astrologo (The Heavenly Body) (1943)
- L'ottava meraviglia (Once Upon a Time) (1944)
- Bellezze in cielo (Down to Earth) (1947)
- Sei canaglia ma ti amo (Love that Brute) (1950)
- Amo Luisa disperatamente (Louisa) (1950)
- Marmittoni al fronte (Up Front) (1951)
- Da quando sei mia (Because You're Mine) (1952)
- Ancora e sempre (Let's Do It Again) (1953)
- Il suo angelo custode (Forever Darling) (1956)

### Montatore
- The Girl from Montmartre, regia di Alfred E. Green (1926)
- The Far Cry, regia di Silvano Balboni (1926)
- Miss Nobody, regia di Lambert Hillyer (1926)
- Her Wild Oat, regia di Marshall Neilan (1927)
- Le sette aquile (Lilac Time), regia di George Fitzmaurice e, non accreditato, Frank Lloyd (1928)
- The Crash, regia di Edward F. Cline (1928)
- L'albergo delle sorprese (Synthetic Sin), regia di William A. Seiter (1929)
- Smiling Irish Eyes, regia di William A. Seiter (1929)
- The Song of the Flame, regia di Alan Crosland (1930)
- Il mendicante di Bagdad (Kismet), regia di John Francis Dillon (1930)
- Woman Hungry, regia di Clarence G. Badger (1931)
- Broadminded, regia di Mervyn LeRoy (1931)
- The Last Flight, regia di William Dieterle (1931)
- Lady Lou (She Done Him Wrong), regia di Lowell Sherman (1933)

### Attore
- The Million Dollar Mystery serial, regia di Howell Hansel (1914)
- The Deemster, regia di Howell Hansel (1917)
- Miss U.S.A., regia di Harry F. Millarde (1917)
- Doing Their Bit, regia di Kenean Buel (1918)
- The Leech, regia di Herbert Hancock (1921)
- La scomparsa di miss Drake (Okay, America!), regia di Tay Garnett (1932)